# Gallo Matese
Gallo Matese – miejscowość i gmina we Włoszech, w regionie Kampania, w prowincji Caserta.
Według danych na rok 2004 gminę zamieszkiwało 761 osób, 25,4 os./km².